# Museo Frans Hals
El Museo Frans Hals (Frans Hals Museum) es un museo en Haarlem, los Países Bajos. Se proclama sin falsa modestia como «el Museo del Siglo de Oro», en la medida en que tiene en sus colecciones obras representativas del barroco en los Países Bajos.

## El edificio
El interés de esta notable colección de pinturas está redoblado por el lugar excepcional en el que se exhibe: un asilo de ancianos construido en el siglo XVII. Fue en 1598 cuando el municipio de Haarlem decidió la construcción de un asilo para recoger a los ancianos necesitados. Esta decisión dio lugar a una serie de iniciativas destinadas a financiar la construcción del edificio: un concurso de retórica en 1606, una gran lotería en 1607.
En 1609 el asilo recibió sus primeros ocupantes. Estaba dirigido por un grupo de regentes, uno para los hombres y otro para las mujeres. Frans Hals plasmó a estos administradores en grandes retratos colectivos.
En 1810 el edificio se transformó en un orfanato que pasó a ser propiedad de la Iglesia reformada, y esta institución nombraba a los regentes.
En 1908 el orfanato se trasladó a un edificio nuevo y el municipio dedicó el antiguo asilo a galería para sus colecciones de arte. Una parte de los locales fue destruida para ser reconstruida en el estilo de principios del siglo XVII y recuperar el diseño original. Muchos elementos del museo datan de la época: la puerta de entrada, el edificio principal, la sala Renacimiento, la sala de los regentes y la capilla.
El nuevo museo abrió sus puertas el 13 de mayo de 1913, recibiendo el nombre del más célebre artista de Haarlem: Frans Hals, pintor del siglo XVII.

## Colección

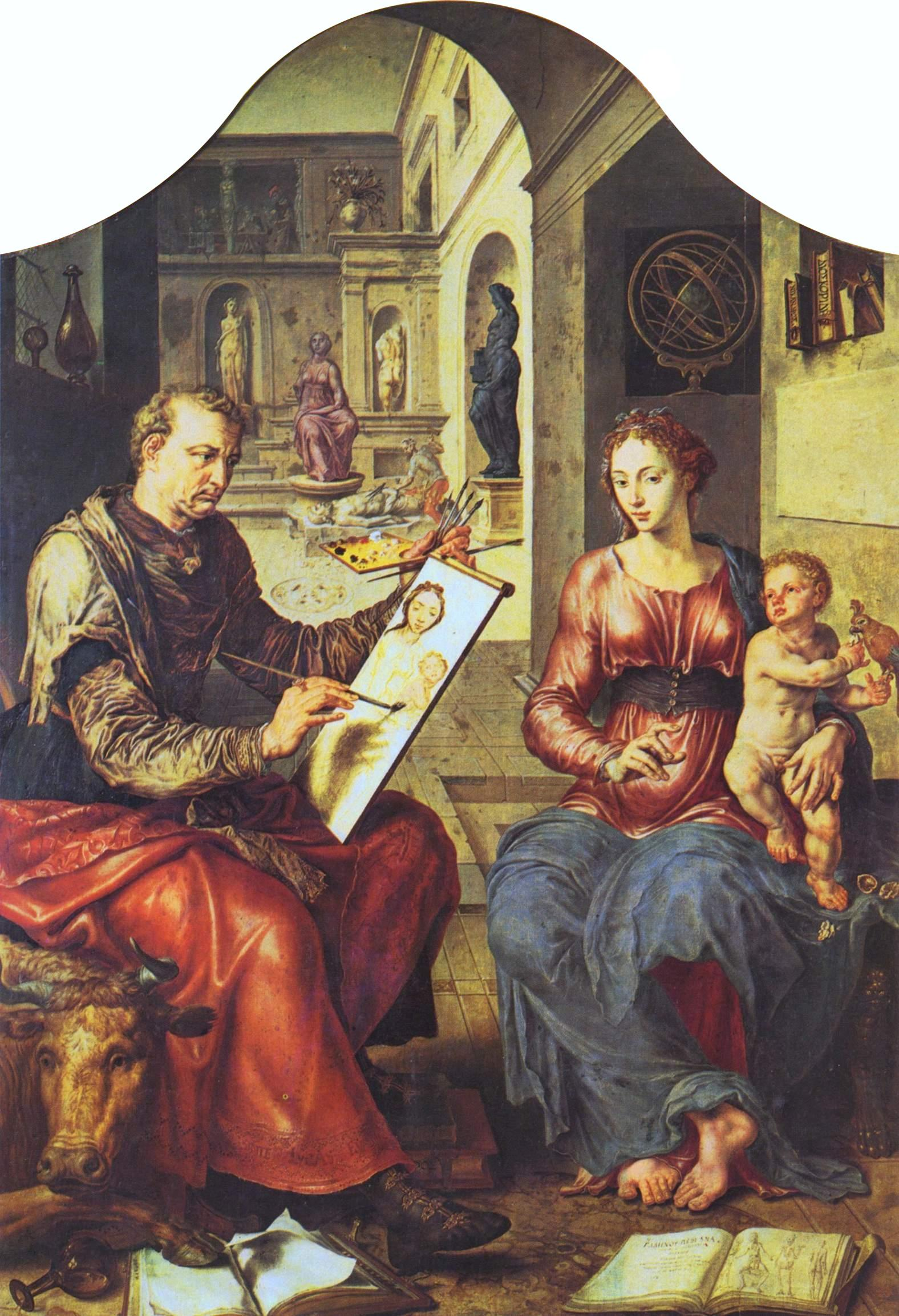
San Lucas pintando a la Virgen, de Martin van Heemskerck, tabla, 168 × 236 cm.

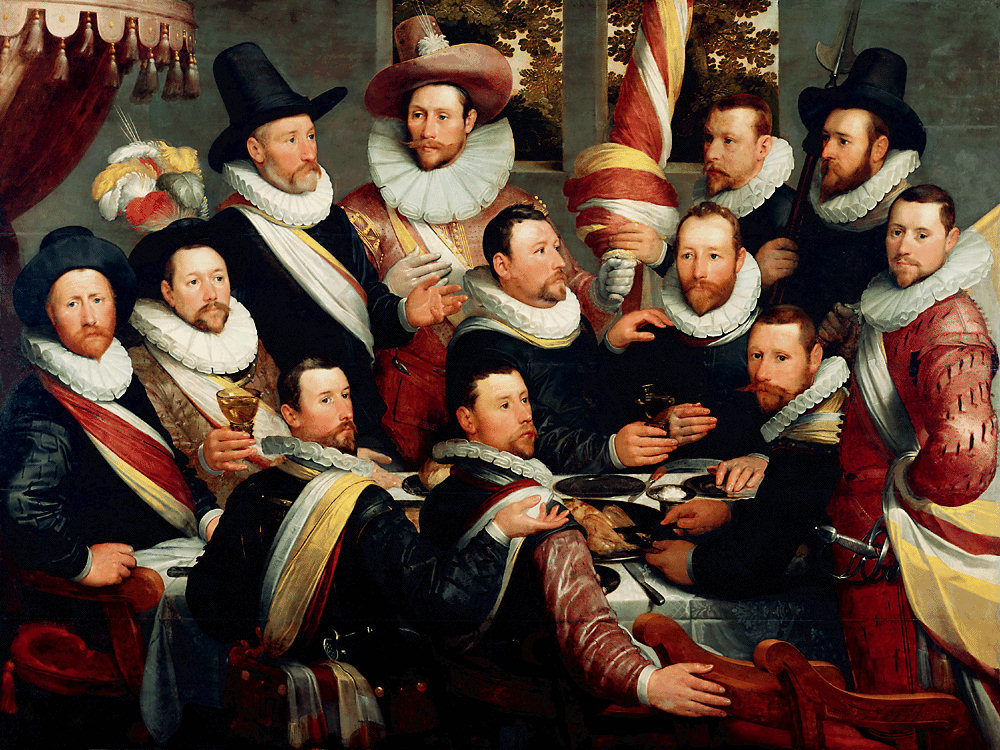
Banquete de los oficiales de la compañía de San Jorge, de Cornelis van Haarlem, 1599, óleo sobre lienzo, 169 cm x 223 cm.

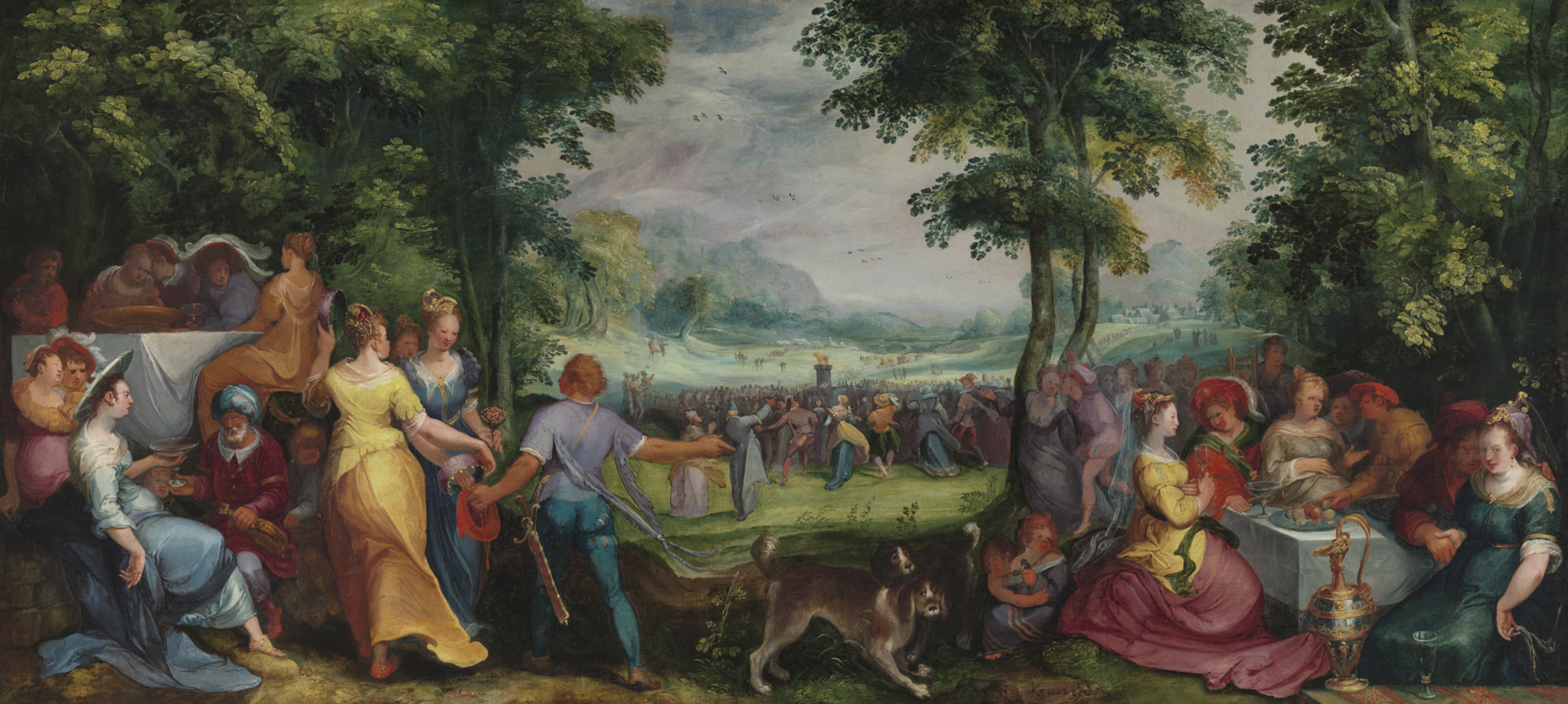
La danza alrededor del becerro de oro, de Carel van Mander, segunda mitad del, lienzo, 99,5 × 216,5 cm.

Lo más representativo del museo, y que merece por sí solo su visita, son las obras de Frans Hals. Las más destacadas son:
- Los cinco cuadros representando las milicias cívicas que constituyen obras monumentales y muy representativas de la época. Se trata de composiciones representando hasta una sesentena de personajes componiendo las compañías de milicias constituidas por todo hombre de Haarlem que pueda pagar su equipamiento. El propio Frans Hals fue miembro de una de estas compañías:
  - Banquete de los arcabuceros de San Jorge de Haarlem, 1616, lienzo, 175 x 324 cm
  - Banquete de los oficiales de la milicia cívica de San Jorge, 1627, lienzo, 179 x 257,5 cm
  - Banquete de los oficiales de la milicia cívica de San Adrián (los Cluveniers), 1627, lienzo, 183 x 266,5 cm
  - Reunión de oficiales y sargentos de la milicia cívica de San Adrián (los Cluveniers), 1633, lienzo, 207 x 337 cm
  - Oficiales y sargentos de la milicia cívica de San Jorge, 1639, lienzo, 218 x 421 cm
- Los cuadros representando a los primeros regentes del asilo que son igualmente retratos colectivos donde es notable el realismo expresivo:
  - Los regentes del asilo de ancianos, 1664, lienzo, 172,3 x 256 cm
  - Las regentes del asilo de ancianos, 1664, lienzo, 170,5 x 249,5 x 11,5 cm

Otro retrato de grupo realizado por Frans Hals y que se conserva en este museo es el de Los regentes del hospital de santa Isabel en Haarlem, 1641, lienzo, 153 x 252 x 10 cm 
Además, el museo cuenta con otros retratos, esta vez individuales, realizados por Frans Hals:
- Retrato de Jacobus Hendricksz Zaffius, 1611, tabla, 54,5 x 41 cm. Primera obra conocida del artista.
- Retrato de Theodorus Schrevelius, 1617, koper, 15,5 x 12 cm
- Retrato de Nicolaes Woutersz van der Meer, 1631, tabla, 128 x 100,5 cm
- Retrato de Cornelia Claesdr Vooght, 1631, tabla, 126,5 x 101 cm

De los antiguos maestros quizá las obras más importantes sean las siguientes:
- Tríptico del Nacimiento, de la Crucifixión y de la Resurrección de Cristo atribuido a un seguidor (hacia 1433-1494) del pintor flamenco Hans Memling. Podría tratarse incluso de una copia de una obra destruida del propio maestro.
- La tentación de san Antonio (hacia 1530) de Jan Mandijn
- San Lucas pintando a la Virgen (1532) de Maarten van Heemskerck. Del mismo autor destaca un Tríptico del Ecce Homo (1559-1560)

De Cornelis Cornelisz. van Haarlem se conservan cuatro cuadros encargados por la villa al pintor para decorar el Prinsenhof:
- La masacre de los inocentes (1591) representa la escena evangélica de la masacre de los recién nacidos en Belén por orden de herodes.
- El monje y la monja (1591) aparece como una obra curiosamente licenciosa ya que hay un monje tocando el pecho de una monja. Podría tratarse de la ilustración de una leyenda edificante.
- Las bodas de Tetis y de Peleo (1592-1593) sobre tema mitológico.
- La caída del hombre (1620), representando una escena del Antiguo Testamento.

Otros pintores de la edad de oro de la pintura holandesa están igualmente representados en el museo:
- Jan Steen.
- Johannes Cornelisz. Verspronck.
- Pieter Claesz.
- Hendrick Goltzius.
- Karel van Mander.
- Adriaen Brouwer.

El museo exhibe también arte contemporáneo incluyendo pinturas, obra gráfica, escultura y cerámica.